# 真殿光昭
真殿光昭（日语：／ Madono Mitsuaki，1964年7月28日—），日本男性配音員、旁白。出身於大阪府。身高168cm 。B型血。

## 簡介
本名相同。小學3年級以前居住在大阪府，之後搬到並成長於廣島縣，廣島縣立海田高等學校。東京廣播學院（現東京廣播聲優學院）聲優科、Theater Echo附屬培訓學校畢業。以前經歷Mausu Promotion，2007年4月1日現在是青二Production所屬。
為人熟悉的代表配音作品有動畫《BLEACH》的魂、《Fate/stay night》的柳洞一成、《鋼彈創戰者TRY》的菅晃、《超級機器人大戰OG -The Inspector-》的佑樹·傑格、《聖鬥士星矢Ω》的埃吉爾、《ONE PIECE》的斯庫拉奇曼·阿普、《星球流浪記》的薰、《NINKU -忍空-》的藍眺、《炸彈人 彈珠人爆外傳》的黃寶、《勇者王》的比查／索爾達特J、《武裝鍊金》的蝶野攻爵、《我太太是高中生》主角市丸恭介、《史上最強弟子兼一》的齊格菲〈九弦院響〉、《彩雲國物語》的紅黎深、《小紅豆》的高柳健、《X》的有栖川空汰；遊戲（含改編動畫）《女神異聞錄4》的足立透&《惡魔倖存者2》的喬〈秋江讓〉、《JoJo的奇妙冒險 群星大對決》&《天國之眼》的東方定助、《安琪莉可》的聖獸之炎的守護聖查理；韓國演員權相佑的演出作品、大青蛙布偶秀各部作品的科米蛙等。

### 人物
真殿有一種情況是進入自己扮演的角色時，而沒有注意到周圍環境與情況。有一次他搭電車抓著吊環想著「妳知道愛是什麼嗎？」這句台詞無意間從他的口中說出，等回過神來時看到女性茫然地在他的眼前坐了下來。
自稱『抖S』（S似乎是一種服務精神S）。

#### 成為配音員的過程
真殿從年幼時期一直孤獨地住在大阪，他說只有吉本新喜劇才是自己唯一的享受，覺得可以用透過觀賞這種方式來安慰和娛樂他人，由此他對演員感興趣。另一個原因是在高中時期，被關係很好的女孩誇獎說他的聲音不錯，從而注意到自己成為聲優的潛質。
成為大學生之後，真殿加入了劇團。在4屆生的時候專門負責寫畢業論文，同時自己安排白天到傍晚的時間進行演出的排練，晚上在居酒屋打工維持生計。畢業後，他與聲優專業學校也有往來，並對自己都是演員的雙親表達了自己建功立業的宣言。

#### 特色
真殿的聲質自在，能演出像《勇者王》的比查／索爾達特J這種冷靜角色、《炸彈人 彈珠人爆外傳》的黃寶這種滑稽角色，亦能演出《純真傳奇》的哈斯塔和《武裝鍊金》中的蝶野攻爵這種古怪角色，精通關西腔的廣島腔。
為外語片行日語配音時，以韓國演員權相佑飾演的角色最廣為人知，從《天國的階梯》開始，他擔任其作品的多數配音。由於真殿本人也是權相佑的粉絲，因此在最初擔當配音時十分熱衷。
曾繼承鈴置洋孝為遊戲版《七龍珠》天津飯的配音（現在是綠川光擔任）。其他還有神谷明演過《聖鬥士星矢》的天樞星捷克弗里德。

#### 逸事
最喜歡《NINKU -忍空-》的角色是藍朓，動畫化後實現了幫自己喜歡角色配音的心願，稍早在忍空動畫化前說還是喜歡漫畫版的藍朓。在試鏡會上，工作人員相當注重藍朓身穿黑色背心式上衣和牛仔褲這些個人商標，因此在選角過程中曾經開會討論。
與同事石田彰有不錯的交情，千葉進步和中井和哉很羨慕的說「那個冷酷的石田對真殿用毒舌的說話方式聽起來蠻有趣的」、「真殿來到錄音室的時候，讓現場氣氛變柔和的人是石田」。
於廣播劇CD版《爆炎學園》錄製女子更衣室時遭人誤闖的橋段時，連同音響監督也跟真殿一起幫女生們的尖叫聲進行配音。

## 演出
粗體字表示主要角色。

### 電視動畫
1989年
- 機動警察（伊藤、山本、警官、整備員、守衛機器人）
- 亂馬½ 熱鬥篇

1991年
- 快樂的嚕嚕米一家
- 在漲潮的時間的彼岸（日语：楽園 (鈴木光司の小説)）

1992年
- 龍馬英雄（日语：お〜い!竜馬）（山本琢磨〈青年時期〉）
- 妙廚老爹（山岸）
- 人小鬼大（龜山）
- 蕃茄十勇士（馬修）
- 緞帶魔法姬（高田哲雄）
- 幽☆遊☆白書（桐島、風丸、是流、柳澤光成、九淨）

1993年
- 機動戰士V鋼彈（變壓器、A）
- 哆啦A夢 (大山羨代版)（職員、男學生）

1994年
- 幸運超人（見學大、藝術星人、星人、矢、1號、吵鬧人 等）
- 咕嚕咕嚕魔法陣 (1994年版)（從者）

1995年
- 小紅豆（高柳健）
- NINKU -忍空-（藍眺[17]）
- VR快打（黑社會人士A、店員A、忍者B）
- 爆走獵人（馬龍·葛雷瑟）

1996年
- 愛天使傳說（中畑伸吉、雪之丞變化魔）
- （伊知割誠[18]）
- 機動新世紀鋼彈X（德溫蒂·朗格拉夫）
- 機動戰艦撫子號（宗竹·義貞、天空劍）
- 麵包超人（〈第2代〉）
- 聖天空戰記（ガァティ）
- 鬥魔鬼神傳ONI（日语：闘魔鬼神伝ONI）
- 熱門小馬（福福地、粉絲B、馬A、狼、訪問者）
- YAT安心！宇宙旅行（日语：YAT安心!宇宙旅行）（亨利）

1997年
- 尼克斯特戰記EHRGEIZ（日语：ネクスト戦記EHRGEIZ）（部下）
- 魔法提琴手（庫拉里·斯內德）
- 橫行太保（惡魔）
- 幸運騎士L（日语：フォーチュン・クエストL）（基爾·林賽）
- 勇者王（比查／索爾達特J 等）
- 烈火之炎（小丑）

1998年
- EAT-MAN'98（日语：EAT-MAN）（勒內）
- 吸血姬美夕（幻兒）
- 下級生（後藤稔）
- 烙印勇士（團員1）
- 時空偵探（貝多芬）
- Generator Gawl（日语：ジェネレイターガウル）（男）
- 麵包超人（〈第2代〉）
- 炸彈人 彈珠人爆外傳（黃寶）
- 吉本無知子物語（日语：ヨシモトムチッ子物語）（板尾蛹）
- 失落的宇宙（傑斯）

1999年
- 伊索世界（保羅）
- 伊甸少年（蘭巴）
- 南海奇皇（日语：南海奇皇）（新村次郎）
- 微星小超人（日语：小さな巨人ミクロマン）（沃爾特）
- 神奇寶貝（ヒデ）
- 炸彈人 彈珠人爆外傳V（黃寶[19]）

2000年
- 沉默的未知（保安官）
- 幻想魔傳最遊記（蝙蝠男爵Jr）
- Cybersix（日语：サイバーシックス）（Yashimoto）
- 第一神拳（梅澤正彥）

2001年
- X（有洙川空汰）
- 刃牙（朱澤銳一）
- 通靈王（仙人掌）
- 熱帶雨林的爆笑生活（克萊佛）
- 真·女神轉生 惡魔之子（內田老師、安庫德）
- 櫻桃小丸子 (第2期)（英俊少年）
- 戰鬥陀螺（Braider DJ）
- 花田少年史（織田學）
- PROJECT ARMS（卡爾·希金斯）

2002年
- 白色十字架（秋彥）
- 蠟筆小新（類固醇麻酢尾、帥哥）
- 攻殼機動隊 STAND ALONE COMPLEX（男）
- 正義聯盟（キローグ）
- 十二國記（成笙）
- 閃靈二人組（笑師春樹）
- 天地無用！GXP（天南靜龍）
- 浮游泉大冒險（[20]）

2003年
- 原子小金剛 (2003年版)（廣播實況）
- 激鬥戰車Nitro（日语：クラッシュギアNitro）（克林特）
- 貯金大冒險（梅薩恩）
- 獸兵衛忍風帖 龍寶玉篇（飛猿）
- 灰姑娘男孩（日语：シンデレラボーイ (漫画)）（小丑）
- 急救超人兵團（製片人）
- 偵探學園Q（大室涼介）
- DigiGirl POP！（日语：デジガールPOP!）
- 鋼之鍊金術師（凱恩）
- 神奇寶貝超世代（貓鼬斬）
- 星球流浪記（薰[21]）
- 坦克王（アジェンダ·ガミー）
- 名偵探柯南（永瀨豹太）

2004年
- 我們這一家（販售員）
- 頭文字D Fourth Stage（一條＝Evolution VI男子）
- 陰陽大戰記（千早）
- 怪傑佐羅利（克萊4兄弟、麥可）
- 殺戮都市（室戶一[22]）
- 京極夏彥 巷說百物語（小吉）
- 蒼穹之戰神（イドゥン）
- 鐵人28號 (2004年版)（班長）
- 天上天下（神樂坂）
- BLEACH（魂）
- 忘卻的旋律（橋本勝）
- 名偵探柯南（末永劍次）
- MONSTER（諾登博士）

2005年
- 我太太是高中生（市丸恭介）
- 槍與劍（威廉·威爾·武）
- Gallery Fake（日语：ギャラリーフェイク）（彰彥）
- 麵包超人（鳳梨人〈第2代〉）
- 今日大魔王！（爾哈特）
- 強殖裝甲加爾巴（村上征樹）
- 忍者亂太郎（霞鬼、昆·卡斯特拉〈第2代〉、忍者、海賊A）
- BUZZER BEATER（庫羅耶）
- 怪醫黑傑克（不良）
- 怪傑佐羅利（軒主人）
- 勇者王FINAL GRAND GLORIOUS GATHERING（索爾達特J、八木沼範行）

2006年
- 飛輪少年（義經）
- 新鮮釀造音樂劇 練馬蘿蔔兄弟（日语：練馬大根ブラザーズ）（康奇基瑪特社長）
- Code Geass反叛的魯路修（扇要、刑部辰紀）
- 彩雲國物語（紅黎深）
- 地獄少女（宮司）
- 女高中生 GIRL'S-HIGH（小田桐雄一郎）
- 飛天小女警Z（艾斯）
- 東京暴族2（日语：TOKYO TRIBE2）（福克斯·布基·布朗）
- 哆啦A夢 (水田山葵版)（麥克）
- Fate/stay night（柳洞一成）
- 武裝鍊金（蝶野攻爵、蝶野次郎）
- 怪醫黑傑克（天道）
- 名偵探柯南（梅津隆）
- 落語天女（小塚原左京）

2007年
- 我們這一家（怪盜帕潘）
- 鬼太郎 (第5作)（以津真天）
- Keroro軍曹（武藏）
- 戀愛天使安琪莉可 ～光輝的明天～（日语：恋する天使アンジェリーク）（聖獸之炎的守護聖查理）
- 史上最強弟子兼一（齊格菲〈九弦院響〉）
- 灼眼的夏娜II（「穿徹之洞」亞納伯格）
- 哆啦A夢 (水田山葵版)（帕瓦A夢）
- D.Gray-man（セル·ロロン）
- 奔向地球（指導）
- 神奇寶貝鑽石&珍珠（裕介）
- 名偵探柯南（記者）

2008年
- GUNSLINGER GIRL -IL TEATRINO-（比安奇）
- 今日大魔王！3（伊爾哈特）
- 銀魂（伊東鴨太郎）
- 鬼太郎 (第5作)（祇園王）
- Code Geass反叛的魯路修 R2（扇要）
- 骷髏13 (2008年版)（客之男）
- 星際寶貝（むうん）
- 出包王女（傑·普利）
- 旁邊的兒童 我的火腿組（日语：はたらキッズ マイハム組）（埃里克）
- 秘密 ～The Revelation～（小野木田聖）
- 波菲的漫長旅程（山繆爾）

2009年
- 空罐少女！（巴尼·南海）
- 犬夜叉 完結篇（夢幻的白夜）
- 骷髏 (2008年版)（梅爾、操作員）
- 四葉遊戲（東純平）
- 秀逗魔導士EVOLUTION-R（從者A）
- 蒼天航路（蹇碩）
- DARKER THAN BLACK -流星之雙子-（戈蘭）
- 洋葱和尚朝太郎（日语：ねぎぼうずのあさたろう）（仙台曲、奉行）
- 第一神拳 New Challenger（梅澤正彥）
- ONE PIECE（斯庫拉奇曼·阿普）

2010年
- 怪談餐廳（辰巳）
- 蠟筆小新（振主萬太郎）
- 超級機器人大戰OG -The Inspector-（佑樹·傑格）
- 星際寶貝 ～神奇大冒險～（斯普拉特）
- 星際寶貝 ～最棒的朋友～（克里斯）
- 數碼寶貝合體戰爭（尼普頓獸）
- 忍者亂太郎（忍者、家臣）
- ONE PIECE（薩吉）

2011年
- 境界線上的地平線（義直[23]）
- 忍者亂太郎（客人）
- 妖怪少爺 ～千年魔京～（赤鬼、青鬼）
- 女神異聞錄4 the ANIMATION（足立透）
- 神奇寶貝超級願望（竹光）
- 名偵探柯南（比良坂零輝）

2012年
- 機動戰士鋼彈AGE（伊森·謝朗、格多姆·泰納姆、達拉斯·雷京）
- 境界線上的地平線II（義直）
- 海螺小姐（吉米〈第2代〉）
- 刀劍神域（影宗）
- 探險托里蘭托（小丑皮耶爾）
- Battle Spirits 霸王（黃昏博士）
- BTOOOM！（坂本信久）
- 神奇寶貝超級願望 Season 2（竹光）

2013年
- 蠟筆小新（馬爾庫）
- 聖鬥士星矢Ω（埃吉爾）
- 惡魔倖存者2 the ANIMATION（喬〈秋江讓〉[24]）
- 名偵探柯南（本田良平）
- 眼鏡部！（渡邊勞倫茲）

2014年
- 愛絲卡&羅吉的鍊金工房 ～黃昏天空之鍊金術士～（哈利·歐森[25]）
- 鋼彈創戰者TRY（菅晃）
- 最強銀河 究極ZERO Battle Spirits（藍鬍子）
- 天雷爭霸：復仇者聯盟（提姆·吉列姆）
- 七龍珠改（夏普勒）
- HAMATORA -超能偵探社-（唐澤）
- Fate/stay night [Unlimited Blade Works]（柳洞一成[26]）
- 女神異聞錄4 黃金版（足立透[27]）

2015年
- 蠟筆小新（家傳政一郎）
- Go！Princess 光之美少女（克羅茲[28]／黑須、音樂教師）
- SHIROBAKO（屋良瀨匠）
- 忍者亂太郎（夢中的食物）
- Fate/stay night [Unlimited Blade Works] 2nd season（柳洞一成）
- Fate/kaleid liner 魔法少女☆伊莉雅 2wei Herz！（柳洞一成）
- 名偵探柯南（城戶達彥）
- ONE PIECE（羅的父親）

2016年
- 暗殺教室 (第2期)（柳澤誇太郎）
- 影鰐 -KAGEWANI- 承（川上記者、村人）
- 美少女戰士Crystal Season III 死亡毀滅者篇（月野謙之）
- D.Gray-man HALLOW（月神）

2017年
- 虎面人W（半田一誠）
- 精靈寶可夢 太陽&月亮（扎奧博[29]）
- Fate/Grand Order × 冰室的天地～ 7位最強偉人篇～（柳洞一成）

2018年
- 名偵探柯南（藤木陽介）
- 銀河英雄傳說 Die Neue These 邂逅（約翰·馮·雷姆夏德）
- 哆啦A夢 (水田山葵版)（說謊鏡）
- 弦音－風舞高中弓道部－（竹早靜彌的父親）

2019年
- 荒野的壽飛行隊（人事部長〈英明〉）
- 龍族拼圖（托馬斯·班）
- 名侦探柯南（角筈直也）

2020年
- 大家さんと僕（前輩、プロレスラー、うどん屋、外國男子）
- 地縛少年花子君（鏡子地獄）
- 邪神與廚二病少女'（鴿子男爵、外國人C）
- Asatir 未來的傳說故事（馬科斯）
- D4DJ First Mix（麗的父親）

2021年
- Fairy蘭丸（新塚）
- 更多！怪俠佐羅利（秘書之書）
- 通靈王（2021年版）（伯約特·迪亞斯[30]）

2022年
- 派對咖孔明（唐澤）
- 秋葉原冥途戰爭 （公仔商人木岛）
- BLEACH 千年血戰篇（魂）

2024年
- 夜櫻家大作戰（茶茶[31]）

### 電影動畫
1991年
- 亂馬½：中國寢崑崙大決戰！規則無視的激鬥篇!!（日语：らんま1/2 中国寝崑崙大決戦! 掟やぶりの激闘篇!!）（大白星）

1992年
- 亂馬½：決戰桃幻鄉！奪回新娘子!!（日语：らんま1/2 決戦桃幻郷! 花嫁を奪りもどせ!!）（桃磨）

1993年
- 幽☆遊☆白書：夜叉的陰謀（妖怪、不良）

1995年
- 劇場版 小紅豆（高柳健[32]）
- 哈啦狗寶貝（日语：ユンカース・カム・ヒア）（服務生）

1996年
- 哆啦A夢：大雄與銀河超特急（阿斯達）

1997年
- 超人力霸王貓 從星空降臨的不可思議貓（日语：ウルトラニャン）（猿田）

1998年
- 機動戰艦撫子號 -The prince of darkness-（宗竹·義貞）

2002年
- WXIII 機動警察[33]

2003年
- 蠟筆小新：風起雲湧 光榮燒肉之路（卡車男[34]）

2006年
- 劇場版BLEACH MEMORIES OF NOBODY（魂）

2007年
- 福音戰士新劇場版：序

2008年
- 劇場版 BLEACH Fade to Black 呼喚你的名字（魂）

2011年
- 劇場版 Suite 光之美少女♪：奪取回來！連結心中的奇蹟旋律♪（弗萊特）

2013年
- 宇宙海賊哈洛克 -SPACE PIRATE CAPTAIN HARLOCK-（官領）

2014年
- 聖鬥士星矢 LEGEND of SANCTUARY（處女座 沙加[35]）

2016年
- CYBORG009 CALL OF JUSTICE（006／張張湖[36]）

2017年
- 劇場版 Fate/stay night [Heaven's Feel]（柳洞一成[37]）

2018年
- 蠟筆小新：功夫小子 ～拉麵大亂鬥～（阿棍[38]）

### OVA
1989年
- 機動警察（赤石、導演、高中生、整備員A）

1991年
- 1月是聖誕節（日语：1月にはChristmas）
- 夢枕獏 暮色劇場 夢蜉蝣（日语：夢枕獏 とわいらいと劇場）（學友C）

1992年
- 天地無用！魎皇鬼（天南靜龍）
- 帥氣女朋友（日语：ハンサムな彼女）（工作人員2）

1993年
- 我是大哥大!!（佐川、學生）
- 爆炎學園（日语：爆炎CAMPUSガードレス）
- BAD BOYS 搞怪少年（桐木司）
- 亂馬½ 珊璞暴變！反轉寶珠惹的禍

1994年
- 亂馬½ 校園吹起風暴！身材劇變的雛子老師

1995年
- DNA²[注 1]
- 樂勝！Hyper Doll（日语：楽勝!ハイパードール）（赤井英夫）

1996年
- 元祖 爆走獵人（馬龍·古拉世）
- 電光快車俠（銀色魔頭號／白銀號）

1997年
- 激鋼牙3 熱血大決戰!!（天空劍）
- 櫻花大戰 櫻華絢爛（金子技師）
- 櫻花通信（因幡冬馬）
- 娃娃★愛你（日语：ベイビィ★LOVE）（司藤雷）
- 出雲傳奇（日语：八雲立つ）（江馬充）

1998年
- 超能力大戰 ～Psychic Force～（理查·王）

1999年
- High school aura buster（日语：ハイスクール・オーラバスター）（炎將剡司）

2000年
- 極速戰警eX-D（日语：エクスドライバー）（小川整備員）
- 銀河英雄傳說外傳 螺旋迷宮（亞歷山大·比克古〈青年時期〉）
- 勇者王FINAL（索爾達特J、八木沼範行）

2001年
- HAPPY★LESSON THE FINAL（一文字睦月的初戀老師）

2002年
- 熱帶雨林的爆笑生活Deluxe（克萊佛）

2007年
- 頭文字D BATTLE STAGE 2（白惡）
- 裝甲騎兵 波德姆茲·裴爾森密件（巴斯克）
- 吹奏吧！嘉卡（日语：ピューと吹く!ジャガー）（保木渡流／波基）
- 軟綿綿三國志突刺吧！小呂布子（漁師、宇宙人B）

2010年
- 妖魔同鄰足洗邸（田村福太郎）
- 犬夜叉 黑色鐵碎牙（白夜）

2011年
- 幻想嘉年華（柳洞一成）

2012年
- 史上最強弟子兼一（齊格菲〈九弦院響〉[39]）[注 2]

2018年
- 幽☆遊☆白書「是成是敗」（舜潤）

### 網路動畫
2014年
- 美少女戰士Crystal（月野謙之）

2018年
- 衛宮家今天的餐桌風景（柳洞一成）
- 惡魔城 -無罪的嘆息-（艾薩克）

2024年
- MONSTERS 一百三情飛龍侍極（帝亞魯[40]）

### 遊戲
1996年
- 安琪莉可Special2（日语：アンジェリークSpecial2）（神秘商人查理）
- 守護英雄（哈恩·沙姆威爾）
- 超能力大戰2012 ～Psychic Force 2012～（巴恩·格里菲斯、理查·王）
- 皇家騎士團外傳（日语：伝説のオウガバトル）（勇者♂）

1997年
- 下級生（後藤稔）
- 真說侍魂 武士道烈傳（天草四郎時貞（日语：天草四郎時貞 (サムライスピリッツ)））

1998年
- 安琪莉可 天空的鎮魂歌（日语：アンジェリーク 天空の鎮魂歌）（神秘商人查理）
- 瑪莉的鍊金工房 ～薩爾博格之鍊金術士2～（魯溫·菲尼爾）
- 機動戰艦撫子號 The blank of 3years（天空劍）
- 超能力大戰2012 ～Psychic Force 2012～（巴恩·格里菲斯、理查·王）
- JoJo的奇妙冒險（花京院典明）

1999年
- 女神戰記（洛基）
- JoJo的奇妙冒險（花京院典明／跨越恐怖的花京院、拉伐索爾〈變裝時〉、格雷普萊、Forever、鋼鐵阿丹、佩特夏）[注 3]
- JoJo的奇妙冒險 未來的遺產（花京院典明／跨越恐怖的花京院、拉伐索爾〈變裝時〉、佩特夏）
- Lord of Monsters（日语：ロードオブモンスターズ）（塔拉斯）[注 3]

2000年
- 安琪莉可 -三重奏-（日语：アンジェリーク トロワ）（神秘商人查理）
- 超級機器人大戰α（佑樹·傑格）
- 小龍斯派羅2：利普多的憤怒（ハタボン、法恩、電氣技師、德洛伊德 等）
- 幻想大陸戰記2（韋納德）
- Lagnacure Legend（萊斯特）
- 立體忍者活劇 天誅 貳（王小海）

2003年
- 安琪莉可 Etoile（日语：アンジェリーク エトワール）（聖獸之炎的守護聖查理）
- （AD君）
- 怪盜史庫柏（日语：怪盗スライ・クーパー）（班特雷·懷斯特托爾）
- 第2次超級機器人大戰α（皮茲、新吉翁兵）

2004年
- 守護者列傳GBA（哈恩·沙姆威爾）
- 袋狼大進擊 爆走！Nitro賽車（日语：クラッシュ・バンディクー 爆走!ニトロカート）（納修）
- 3年B班金八老師 成為傳說中的教師！（大山太郎）
- 馳風競艇王V（日语：モンキーターン (漫画)）（蒲生秀隆）

2005年
- 交響詩篇艾蕾卡7 TR1:NEW WAVE（日语：エウレカセブン (ゲーム)）（肖恩·邦克斯）
- 怪盜史庫柏2（班特雷·懷斯特托爾）
- 第3次超級機器人大戰α 終焉之銀河（索爾達特J）
- 我們的家族（日语：ぼくらのかぞく）（〈青年〉）

2006年
- 交響詩篇艾蕾卡7 TR2:NEW VISION（肖恩·邦克斯）
- 命運傳奇（巴提斯塔）[注 4]
- 霸天開拓史2 創始之翼與諸神之子（日语：バテン・カイトスII 始まりの翼と神々の嗣子）（夏納特）
- BLEACH ～解放的野心～（日语：BLEACH 〜放たれし野望〜）（魂）

2007年
- 史上最強弟子兼一 激鬥！諸神黃昏八拳豪（齊格菲〈九弦院響〉）
- 超級機器人大戰OG ORIGINAL GENERATIONS（佑樹·傑格）
- 超級機器人大戰OG外傳（佑樹·傑格）
- 純真傳奇（哈斯塔·艾克斯戴爾密／蓋柏爾格）
- 信賴鈴音 ～蕭邦之夢～（蕭邦）
- 最終幻想水晶編年史 命運之輪（古·積斯貝魯）
- Fate/stay night [Realta Nua]（柳洞一成）[注 4]
- 星色贈禮（明戶紳）
- 瑪那鍊金術 ～學園鍊金術士們～（日语：マナケミア 〜学園の錬金術士たち〜）（托尼·艾斯勒）
- 鍊金術士莉慈（日语：リーズのアトリエ 〜オルドールの錬金術士〜）（馬利烏斯·薩克森）

2008年
- Code Geass 反叛的魯路修 LOST COLORS（扇要）
- 陸行鳥與魔法繪本 魔女、少女與五勇者（基加美修）
- 七龍珠Z 無限世界（日语：ドラゴンボールZ インフィニットワールド）（天津飯（日语：天津飯 (ドラゴンボール)））
- 七龍珠Z 爆發極限（日语：ドラゴンボールZ バーストリミット）（天津飯）
- 呼吸：暗紅色的氣息（佐藤）
- 女神異聞錄4（足立透／天之狹霧）
- 星色贈禮 Portable（明戶紳）
- 瑪那鍊金術2 ～學園鍊金術士們～（日语：マナケミア2 〜おちた学園と錬金術士たち〜）（托尼·艾斯勒）
- 最後的遺跡（威爾布蘭多·艾爾邁耶）

2009年
- 不為人知的另一面 ～True or Lie？～（闇乃雪也）
- 七龍珠 天下第一大冒險（日语：ドラゴンボール 天下一大冒険）（天津飯）
- LUNAR ～HARMONY of SILVER STAR～（艾費倫）

2010年
- Another Century's Episode:R
- 蛙畑奇事（日语：カエル畑DEつかまえて）（米原美）
- 蛙畑奇事 Portable（米原美）
- 蛙畑奇事·夏 千木良參戰！（米原美咲）
- TAKUYO 小遊戲集 ～初次周年紀念～（米原美咲）
- 七龍珠群雄（五星龍）
- 向日葵 -Pebble in the Sky- Portable（日语：ひまわり (ぶらんくのーと)）（西園寺明）

2011年
- 蛙畑奇事·夏 千木良參戰！ Portable（米原美）
- 第2次超級機器人大戰Z 破界篇（扇要）
- 不為人知的另一面 -Happy Gift-（闇乃雪也）
- ONE PIECE 大決戰！2 新世界（日语：ONE PIECE ギガントバトル! 2 新世界）（斯庫拉奇曼·阿普）
- ONE PIECE ONEPY B MATCH（日语：ワンピーベリーマッチ）（斯庫拉奇曼·阿普）

2012年
- 愛夏的鍊金工房 ～黃昏大地之鍊金術士～（哈利·歐森[41]）
- 戀戰隊 LOVE&PEACE（達克[42]）
- 公主法典（月影·流星之介[43]）
- 第2次超級機器人大戰Z 再世篇（扇要、趙皓）
- 純真傳奇R（哈斯塔·艾克斯戴爾密／蓋柏爾格）
- 七龍珠究極任務（五星龍）
- New LovePlus（小早川漂介）
- Fate/stay night [Realta Nua]（柳洞一成、貝德維爾）[注 5]
- 女神異聞錄4 黃金版（足立透／天之狹霧）

2013年
- 英靈殿騎士3（達卡諾[44]）
- 愛絲卡&羅吉的鍊金工房 ～黃昏天空之鍊金術士～（哈利·歐森[45]）
- 境界線上的地平線 PORTABLE（義直[46]）
- JoJo的奇妙冒險 全明星大亂鬥（日语：ジョジョの奇妙な冒険 オールスターバトル）（東方定助[47]）
- 超級機器人大戰OG INFINITE BATTLE（佑樹·傑格[48]）
- 超級機器人大戰UX（伊敦）
- 女神異聞錄4 無敵究極背橋摔（足立透）
- 無雙OROCHI2 Ultimate（應龍）

2014年
- 英靈殿騎士3 GOLD（庫德[49]）
- 英雄傳說 碧之軌跡 Evolution（F·諾華提斯）
- 蠟筆小新：呼風喚雨春日部電影明星！（日语：クレヨンしんちゃん 嵐を呼ぶ カスカベ映画スターズ!）（大貨車男子）
- 夏莉的鍊金工房 ～黃昏海洋之鍊金術士～（哈利·歐森[50]）
- 七龍珠 究極任務2（五星龍）
- Fate/hollow ataraxia（柳洞一成）
- ONE PIECE 超級偉大航路之爭X（斯庫拉奇曼·阿普）

2015年
- 喧嘩番長6 ～魂與血～（千石雄飛[51]）
- JoJo的奇妙冒險 天國之眼（東方定助[52]）
- 超級機器人大戰BX（哥多門·泰納姆、宗竹·義貞、索爾達特J）
- 聖鬥士星矢 鬥士之魂（天樞星捷克弗里德）
- 惡魔倖存者2 BREAK RECORD（喬／秋江讓[53]）
- 向日葵 -Pebble in the Sky- PS Vita版（西園寺明[54]）
- 美男高校地球防衛部LOVE！GAME！（原九郎）
- 女神異聞錄4 通宵熱舞（足立透[55]）
- ONE PIECE KINGS（斯庫拉奇曼·阿普）

2016年
- 超級機器人大戰OG THE MOON DWELLERS（佑樹·傑格）
- 超級七龍珠群雄（五星龍）

2017年
- 星海遊俠：回憶（日语：スターオーシャン:アナムネシス）（洛基）
- 七龍珠 究極任務X（五星龍）

2018年
- 超級機器人大戰X（賽立克·奧普西蒂安）
- 銀魂亂舞（伊東鴨太郎）[注 6]
- 無雙OROCHI 3（應龍[56]）
- 片 -way of parting-（舞渡華[57]）

2019年
- 超級機器人大戰T（索爾達特J、威廉·維爾·羅）
- Fate/Grand Order（陳宮）
- 蒼翼默示錄：交叉組隊戰 2.0（足立透）

### 廣播劇CD
- 這也許是愛 ―山田靫Bamboo Selection CD2―（水野）
- 妖魔同鄰足洗邸（田村福太郎）
- 安琪莉可系列（神秘商人查理）
- 阿佐谷Zippy（日语：阿佐ヶ谷Zippy）（庵原一葉&二葉）
- 伊蘇I·II（日语：イースI・II） ～消失的古代王國～（達爾克·法克特）
- Innocent Size（日语：イノセント・サイズ）（青鈍聖吾）
- 美麗男子（日语：美しい男#ドラマCD）（凱薩克）
- Every Day Every Night
- 風之王國（日语：風の王国）（尉遲慧）
- 機工魔術士 -enchanter-（元木靜）
- 吸血鬼與愉快的夥伴（殺人犯）
- 銀河鐵道之夜（青年）
- 鐘樓驚魂2（諾藍·坎貝爾）
- 戀戰隊LOVE&PEACE 廣播劇CD 1－4（達克）
- Sound Drama Fate/EXTRA（柳桐一成[58]）
- THE MANZAI（日语：THE MANZAI (小説)）（高原有一）
- 鬼眼狂刀（鎮明）
  - 武士學園2 炎之激鬥，體育祭篇!!
  - 武士學園3 燃燒吧純情！修學旅行篇!!
  - 前往陰陽大人的門篇 第四卷『朱雀對鶺鴒』
- 勝負關鍵就在…運氣吧？（日语：勝負は時の…運だろ?#ドラマCD）（卯都木丘）
- 石黑和臣的小小樂趣（石黑和臣）
- 創龍傳（機師）
- TWIN SIGNAL（奧拉克爾）
- 東京守護者
- 月亮與茉莉花 ～月亮與茉莉花の章～（水月／月心）
- 月亮與茉莉花 ～五弦琵琶之章～（月心）
- 信賴鈴音 ～蕭邦之夢～ 原聲廣播劇CD（蕭邦）
- 廣播劇CD TalesRing Archive ～英雄的歸還～（耶茲）
- High school aura buster（日语：ハイスクール・オーラバスター）（炎將剡司）
- 向日葵（日语：ひまわり (ぶらんくのーと)）（西園寺明）
- 吹奏吧！嘉卡（日语：ピューと吹く!ジャガー） 市（波基）
- 百歌聲爛 -男性聲優篇-
- 火焰之纹章 黎明篇／紫嵐篇（日语：ファイアーエムブレム (佐野真砂輝&わたなべ京の漫画)#ドラマCD）（朱利安）
- 夢幻遊戲 玄武開傳（玻慧）
- 武装鍊金（蝶野攻爵）
- 星星的階梯（早稻田丈僖[59]）
- BLEACH（魂）
- 變身公主（名田庄）
- 突走！（久納葉月）
- 星色贈禮系列（明戶紳）
  - 星色贈禮 角色歌曲&廣播劇CD ～鳴瀧誠悟～
  - 星色贈禮 角色歌曲&廣播劇CD ～明戶紳～
  - 星色贈禮 角色歌曲&廣播劇CD ～鳴瀧宗哉～
  - 星色贈禮 角色歌曲&廣播劇CD ～稻船隆志～
- 真夏的被害者I、II（橋本優）
- Mr.FULLSWING強棒出擊（村中魁）
- 出雲傳奇（日语：八雲立つ） 音盤物語（江馬充）新音盤物語（素盞鳴：素盞嗚尊）
- 勇者王系列（索爾達特J）
  - 廣播劇特別篇2 ～機器人闇酷冒險記～
  - 廣播劇特別篇3 ～最強勇者美女軍團～
- 樂勝！Hyper Doll（日语：楽勝!ハイパードール）
- 諸神的黃昏

### 廣播劇
- 青山二丁目劇場（日语：青山二丁目劇場） 原創劇場「海邊的烘焙屋」（森安男）
- VOMIC 華麗咖喱食桌（高圓寺牧人）
- 鐘樓驚魂2（諾藍·坎貝爾）
- 星界的戰旗IV（貝爾索特）
- 最終幻想戰略版Advance（暗闇之雲范伊夫利特）

### 外語配音

#### 演員
權相佑
- 青春漫畫（英语：Almost Love）（李至奐）
- 壞愛情（姜勇基）
- 大物（河棹也）
- 男版灰姑娘（吳大山／李俊熙）
- 十二生肖（Simon）
- 太陽深處（江碩民）
- 我的大舊橫財（宇勝）
- 緣份的天梯（英语：Love So Divine）（金奎植）
- 比悲傷更悲傷的故事（K）
- 同齡家庭教師（英语：My Tutor Friend）（金志勳）
- 馬粥街殘酷史（英语：Once Upon a Time in High School）（賢秀）
- 痛症（英语：Pained）（南星）
- 野獸（英语：Running Wild (2006 film)）（張度勇）
- 悲傷戀歌（徐俊英）
- 影子愛人（權正熏）
- 天國的階梯（車誠俊）
- 野王（河流）

#### 電影
- 愛情限時戀未盡（英语：5 to 7）（布萊恩·布魯姆〈安東·葉爾欽〉）
- 停機四十天（英语：40 Days and 40 Nights）（瑞安〈保羅·卡斯坦佐〉）
- 美麗心靈（本德〈安東尼·瑞普〉）
- 魔界精靈（霍利〈克里斯多福·卡曼·李〉）
- 猛鬼街4：幽冥鬼手 ※東京電視台版。
- 脫線家族2（英语：A Very Brady Sequel）（格雷格·布雷迪〈克里斯多福·丹尼爾·巴恩斯（英语：Christopher Daniel Barnes）〉）
- 艾莫奇遇記（英语：The Adventures of Elmo in Grouchland）（大鳥〈卡羅爾·斯平尼（英语：Caroll Spinney）〉、阿尼）
- 神鬼任務3（英语：The Art of War III: Retribution）（傑森）
- 吸血殭屍：驚情四百年（阿瑟·霍爾姆木〈卡利·艾域士〉）※新DVD、BD版。
- 貓女（衛斯理〈文峰〉）※朝日電視台版。
- 舞動青春2（英语：Center Stage: Turn It Up）（庫柏·尼爾森〈伊森·史泰菲爾（英语：Ethan Stiefel）〉）
- 科洛弗檔案（羅伯特·“羅伯”·霍金斯〈邁克·史托-大衛〉）
- 悲傷影院（英语：Club Dread）（拉爾斯〈凱文·赫夫南（英语：Kevin Heffernan (actor)）〉）
- 絕世英豪（英语：The Count of Monte Cristo (2002 film)）（J·F·維爾福特〈詹姆士·弗萊恩〉）
- 偽鈔製造者（阿道夫·伯格〈奧古斯特·迪赫〉）
- 震憾大陰謀（英语：Dead Bang）（約翰·伯恩斯〈塔特·多諾萬〉）※東京電視台版。
- 截殺威龍（英语：Death Warrant (film)） ※日本電視台版。
- 水深火熱（英语：Deep Blue Sea (1999 film)）（Kevin〈Dan Thiel〉）※日本電視台版。
- 穿著Prada的惡魔（Christian Thompson〈西蒙·貝克〉）※影碟版。
- 怪醫杜立德2（英语：Dr. Dolittle 2）（醉酒的猴子〈Philip Proctor〉）※DVD版。
- 終極特區（英语：Drop Zone (film)）（Selkirk Power〈科林·內美克〉）※影碟版。
- 伊莉莎白（Sir Thomas Elyot）
- 絕命終結站（Tod Waggner〈Chad E. Donella〉）※DVD版。
- 飛天法寶（英语：Flubber (film)）（Bennett Hoenicker〈威爾·惠頓〉）
- 朋友 ※DVD（關西方言）版。
- 超鼠特攻（Bucky〈史蒂夫·布西密〉）
- 網路駭客（英语：Hackers (film)）（Phreak〈Renoly Santiago〉）
- 靈異魔咒 ※NHK-BS2版。
- 詹姆士·龐德：殺人執照（Truman-Lodge〈安東尼·史塔克〉）※DVD新錄製版。
- 雙手轟天（英语：Joshua Tree (1993 film)） ※朝日電視台版。
- 迎頭痛擊（Tommy Hendricks〈勞勃·許奈德〉）※DVD版。
- 愛之兄弟（英语：Love's Brother）（Angelo Donnini〈喬瓦尼·瑞比西〉）
- 怪客臨門（英语：Madhouse (1990 film)）（Jonathan〈Bradley Gregg〉）※東京電視台版。
- 鋼鐵麥斯（Steel〈喬許·布雷納〉）
- 危險情人（英语：The Mexican）（Beck〈大衛·克倫荷茨〉）※朝日電視台版。
- 小鎮迷蹤（英语：Meadowland (film)）（Tim〈Giovanni Ribisi〉）
- 遇見比爾（英语：Meet Bill）（Chip Johnson〈蒂莫西·奧利芬特〉）
- 登峰造擊（Danger Barch〈傑·巴魯契〉）※影碟版。
- 布偶電影系列（科米蛙）
  - 布偶聖誕奇遇（英语：It's a Very Merry Muppet Christmas Movie）
  - 蛙兄蛙弟闖通關（英语：Kermit's Swamp Years）
  - 布偶歷險記
  - 太空布偶歷險記（英语：Muppets from Space）
  - 布偶占領曼哈頓（英语：The Muppets Take Manhattan） ※Sony Pictures版。
  - 布偶綠野仙蹤（英语：The Muppets' Wizard of Oz）
- 一吻定江山（Merkin〈Sean Whalen〉）※WOWOW版[注 7]。
- 三不管地帶 (1987年電影)（英语：No Man's Land (1987 film)） ※東京電視台版。
- 十月的天空（Quentin Wilson〈克里斯·歐文〉）
- 啟示錄之末世終極密碼（英语：The Omega Code）（吉倫·萊恩博士〈卡斯柏·范狄恩〉）
- 美國往事（少年時期的Noodles）※VHS版。
- 幽靈號潛艇（日语：ユリョン）（431-李燦碩〈鄭雨盛〉）
- 拯救大行動（英语：Rusty: A Dog's Tale）（Rusty〈馬修·勞倫斯〉）
- 校園風雲（Chris Reece〈克里斯·奧唐納〉）
- 魔蝎大帝（Arpid〈葛蘭·海斯洛夫〉）※日本電視台版。
- 伴我同行（Charlie Hogan〈Gary Riley〉）※VHS、DVD版。
- 星河戰隊（Ace Levy〈傑克·布希〉）※富士電視台版。
- 終極警探總動員（英语：Striking Distance） ※影碟版。
- 狠將奇兵（Billy Fish〈里克·莫拉尼斯〉）※隨選視訊版。
- 豔陽燃情（英语：Sunset Heat (film)）（Danny Rollins〈Adam Ant〉）※VHS版。
- 烈日風暴（Danny "Doc" Kelley〈Paul Francis〉）
- 龍捲風（Brian Laurence〈Jeremy Davies〉）※日本電視台版。
- 醜小鴨（英语：Silly Symphony）（鴨子爸爸）
- 無敵浩克的審判（英语：The Trial of the Incredible Hulk）（馬修·梅鐸／夜魔俠〈雷克斯·史密斯（英语：Rex Smith）〉）※DVD版。
- 魔鬼戰將（納什二等兵、古·伯爾）※朝日電視台版。
- 泡妞王子（英语：Up the Creek (1984 film)）（羅傑·范戴克）※東京電視台版[注 7]。
- 紫醉金迷（科特·懷爾德〈伊萬·邁克格雷戈〉）
- 白鴿情書（英语：White Valentine）（李漢錫）
- 特勤沙龍

#### 電視影集
- 兄弟連（唐納德·霍布勒（英语：Donald Hoobler）二等兵〈Peter McCabe〉）
- 芝加哥醫情（Ethan Choi〈Brian Tee〉[60]）
- 真相追擊 (第2季)
- 表兄弟斯基特（英语：Cousin Skeeter）（Skeeter）
- CSI犯罪現場 (第9季)（Miles〈Frank Whaley〉）
- CSI犯罪現場：紐約 (第3季)（Luke Blade〈克里斯·安吉爾〉）
- 法網裂痕 (第2季)（Wes Krulik〈蒂莫西·奧利芬特〉）
- 荒野女醫情（英语：Dr. Quinn, Medicine Woman）（Matthew Cooper〈Chad Allen〉）
- 急診室的春天 (第11季)（Kyle）
- 驚世（Sean Walker〈傑森·里特〉）
- 新鮮遊戲人（英语：Game Shakers）（Double G〈Kel Mitchell〉[61]）
- 檀島警騎2.0（Charlie Fong〈Brian Yang〉）
- 神經妙探 (第2季)
- 金剛戰士系列
  - 金剛戰士（比利·克萊斯頓／藍衣戰士（英语：Billy Cranston）〈David Yost〉[注 8]）
- 星艦奇航記：重返地球（哈里·金〈王以瞻〉）
- 布偶影集系列（科米蛙）
  - 布偶現場秀（英语：Muppets Now）
  - 芝麻街（大鳥、Arnie、Alan、Tingo、科米蛙）※NHK版。
  - Studio DC: Almost Live（英语：Studio DC: Almost Live）
- 天線寶寶（迪西）
- 兩小無猜（Tony Barbarella）

#### 動畫
- 蝙蝠俠：智勇悍將（Funhouse）
- 趣怪守護仙（科斯摩〈Daran Norris〉）
- 美國鼠譚（英语：Fievel's American Tails）（廣播）
- 大長今 (2005年電視動畫)（張壽路/張水路）
- 功夫熊貓系列（靈鶴〈David Cross〉）
  - 功夫熊貓
  - 蓋世五俠的秘密
  - 功夫熊貓2
- 布偶嬰兒（英语：Muppet Babies (2018 TV series)）（科米蛙）
- 蔬菜海盜歷險記（英语：The Pirates Who Don't Do Anything: A VeggieTales Movie）（Elliot）
- 里約大冒險（杜利歐〈羅德里格·桑托羅〉）
- 里約大冒險2（杜利歐〈Rodrigo Santoro〉）
- 南方公園（Gas）
- 星際大戰：複製人之戰 (2008年電視動畫)
- 衝浪季節（Mikey Abromowitz〈Mario Cantone〉）
- 傻大貓與崔弟的懸疑劇場（英语：The Sylvester & Tweety Mysteries）
- 變形金剛：領袖的挑戰（Vertebreak〈Charlie Schlatter〉）

### 布偶劇
- （勇士、布萊爾、比利·舒帕克）

### 特攝影集
1996年
- 激走戰隊車連者（EE的聲音）

2002年
- 忍風戰隊破裏劍者（復活忍者邦帕蚊忍的聲音）

2006年
- 轟轟戰隊冒險者（普羅米修斯之石的聲音）

2007年
- 獸拳戰隊激氣連者（幻獸牛頭人拳蚩尤〈本體、分身〉的聲音）

2008年
- 炎神戰隊轟音者（害氣大臣奇塔納德的聲音、美空警部補）
- 炎神戰隊轟音者 BUNBUN！BANBAN！劇場BANG!!（日语：炎神戦隊ゴーオンジャー BUNBUN!BANBAN!劇場BANG!!）（害氣大臣奇塔納德的聲音、武士世界若侍的聲音）
- 炎神戰隊轟音者 BONBON！BONBON！網路BONG!!（害氣大臣奇塔納德的聲音）

2009年
- 劇場版 炎神戰隊 VS 獸拳戰隊（日语：劇場版 炎神戦隊ゴーオンジャーVSゲキレンジャー）（害氣大臣奇塔納德的聲音）

2010年
- 侍戰隊真劍者VS轟音者 銀幕BANG!!（害氣大臣奇塔納德的聲音）

2012年
- 海賊戰隊豪快者VS宇宙刑事卡邦 THE MOVIE（害氣大臣奇塔納德的聲音）

2014年
- 烈車戰隊特急者（針筒暗影怪的聲音[62]）

2015年
- 手裏劍戰隊忍忍者（妖怪傘妖的聲音）

2018年
- 炎神戰隊轟音者 10 YEARS GRANDPRIX（害氣大臣奇塔納德的聲音[63]）
- 快盜戰隊魯邦連者VS警察戰隊巡邏連者（的聲音[64]）

### 實寫
- BLEACH SOUL SONIC 2005 "夏"
- 動畫BLEACH緊急SP（東京電視台，2007年9月17日）
- 週四怪談（日语：木曜の怪談）  TIME KEEPERS（1997年，富士電視台）

### 廣播節目
- ZMAP的LIPS FACTORY
- Hotel Mouse

### 廣告
- TALARA DX超弩級合體King J-Der

### 舞台
- 女神異聞錄4 無敵究極背橋摔（2016年，G-ROSSO（日语：シアターGロッソ））－足立透

### 其它
- 傑米·奧利佛的超級食物之旅（傑米·奧利佛的日語配音）
- 傑米·奧利佛的聖誕料理（傑米·奧利佛的日語配音）
- 全體行動中（日语：トリハダ（秘）スクープ映像100科ジテン）特輯（配音演出）
- Go！光之美少女相關
  - Go！光之美少女 音樂劇Show 搶救公主樂園吧！（克羅茲）
  - Go！光之美少女 活動舞台（克羅茲）

## 腳註

## 外部連結
- 真殿光昭｜青二Production （页面存档备份，存于） （日語）
- （日語）－真殿光昭的官方個人部落格。
- 真殿光昭的X（前Twitter） （日語）